# TAILWIND
『TAILWIND』（テイルウィンド）は、TrySailの2枚目のオリジナル・アルバム。2017年8月23日にSACRA MUSICから発売された。

## 背景
前アルバム『Sail Canvas』以降、麻倉ももと夏川椎菜がそれぞれソロ・デビューを果たし、メンバー3人それぞれがソロ活動をする中、ユニットとしてもライブ・ツアーや横浜アリーナ、ワールド記念ホールでのアリーナライブなどの活動を経てのリリースとなった。このことについて、夏川はソロ活動を経験したことでメンバーの存在の大きさや、自身のいいところとダメなところを見出したといい、それがアルバムに反映できていたらと語っている。『TAILWIND』というタイトルは「追い風」という意味で、今までは支えてもらっているばかりだったが、これからは追い風となって背中を押せたら、という思いが込められている。
アルバムにはシングル楽曲から「High Free Spirits」「オリジナル。」「adrenaline!!!」、またHoneyWorksとのコラボレーションシングル「センパイ。」が収録され、これらのカップリング曲も収録されている。またアルバム新規楽曲として、4曲が制作された。表題曲の「TAILWIND」は2017年7月9日に横浜アリーナで行われたライブ・イベント『TrySail Live 2017 Harbor×Arena』のアンコールにて初披露された。このライブではそれまでのセットリストの中でTrySailの発表済み楽曲を全て歌っており、"これからもTrySailは続いていく"という意味を込めての披露だったとしている。

## 制作・音楽性
1曲目「TAILWIND」は本アルバムの表題曲で、ミュージック・ビデオが制作された。頑張っている人へのエールが込められており、TrySailが周りを引っ張って前に進んでいく、という意思表明のような楽曲になっている。
2曲目「adrenaline!!!」は6thシングルの表題曲で、テレビアニメ『エロマンガ先生』のエンディングテーマとして制作された。タイトル通りにアドレナリンが出るような明るい疾走感を持つ楽曲。
3曲目「Chip log」は5thシングルのカップリング曲で、2016年11月から翌年2月にかけて開催されたライブ・ツアー『TrySail First Live Tour “The Age of Discovery”』中の朗読劇のテーマソングとして制作された。小さくなったTrySailが海へと冒険に出るような、遊び心の詰まった楽曲になっている。
6曲目「High Free Spirits」は4thシングルの表題曲で、テレビアニメ『ハイスクール・フリート』のオープニングテーマとして制作された。
7曲目「センパイ。」はHoneyWorksとのコラボレーション楽曲で、アニメーション映画『好きになるその瞬間を。〜告白実行委員会〜』のオープニング主題歌として制作された。
8曲目「僕らのシンフォニー」は4thシングルのカップリング曲で、夏川をセンターとして制作された楽曲。4thシングルへの収録以前は"ライブ限定曲"として披露されており、制作及びレコーディングは2ndシングル「コバルト」とほぼ同時期に行われている。
9曲目「オリジナル。」は5thシングルの表題曲で、テレビアニメ『亜人ちゃんは語りたい』のオープニングテーマとして制作された。
11曲目「かかわり」は6thシングルのカップリング曲で、スマートフォン向けアプリゲーム『マギアレコード 魔法少女まどか☆マギカ外伝』のテーマソングとして制作された。明るくも暗くもないが独特の世界観を持ち、主語や目的語が抜けた抽象的な歌詞によって成立している繊細な楽曲。
12曲目「Journey」はTrySailとして2曲目のバラード曲。レコーディングの際、麻倉は伸び伸びと歌うことができたといい、最初のバラード曲だった「あかね色」の収録の際は緊張していたのと比べて成長したと感じたという。

## リリース
2017年8月23日にSACRA MUSICから発売された。Blu-ray Disc付初回生産限定盤、DVD付初回生産限定盤、通常盤の3形態で販売され、初回生産限定盤には形態別に内容の異なるフォトブックレットが同梱されたほか、共通でリード曲「TAILWIND」のミュージック・ビデオ及び、ミュージック・ビデオ撮影の際のメイキング映像が収録された。また同日より音楽配信も行われ、moraにてハイレゾ音源の配信も開始された。

## ミュージック・ビデオ
表題曲「TAILWIND」のミュージック・ビデオは、これまで制作されたミュージック・ビデオが元気に楽しそうにするものが多かったのと対照的に、大人びた雰囲気の3人が歌うものとなっている。小道具のない広い空間の中で、光と影によって表現されており、"闇の中から光のある世界に私たちが連れていくよ"というメッセージが込められている。

## 収録内容
| #         | タイトル                   | 作詞               | 作曲               | 編曲               | ストリングスアレンジ | 時間  |
| --------- | -------------------------- | ------------------ | ------------------ | ------------------ | -------------------- | ----- |
| 1.        | 「TAILWIND」               | ハヤシケイ         | 谷口尚久           | 谷口尚久           |                      | 4:01  |
| 2.        | 「adrenaline!!!」          | 中野領太 (onetrap) | 中野領太 (onetrap) | 中野領太 (onetrap) |                      | 4:34  |
| 3.        | 「Chip log」               | 渡辺翔             | 渡辺翔             | 増田武史           |                      | 4:21  |
| 4.        | 「BraveSail」              | HoneyWorks         | HoneyWorks         | HoneyWorks         | setsat               | 5:06  |
| 5.        | 「バン!バン!!バンザイ!!!」 | KOUTAPAI           | KOUTAPAI           | KOUTAPAI           |                      | 4:49  |
| 6.        | 「High Free Spirits」      | 山崎佳祐           | 山崎佳祐           | 溝口雅大           |                      | 4:44  |
| 7.        | 「センパイ。」             | HoneyWorks         | HoneyWorks         | HoneyWorks         | 堤博明               | 5:12  |
| 8.        | 「僕らのシンフォニー」     | 田中花乃           | 野村勇輔           | 野村勇輔           |                      | 4:27  |
| 9.        | 「オリジナル。」           | 岡田麿里           | ミト（クラムボン） | ミト（クラムボン） |                      | 4:58  |
| 10.       | 「disco」                  | YUKO               | YUKO               | YUKO               |                      | 3:47  |
| 11.       | 「かかわり」               | 渡辺翔             | 渡辺翔             | 倉内達矢           |                      | 4:25  |
| 12.       | 「Journey」                | Saku               | Saku               | Saku               |                      | 4:49  |
| 合計時間: | 合計時間:                  | 合計時間:          | 合計時間:          | 合計時間:          | 合計時間:            | 55:18 |

| #  | タイトル                                   | 作詞 | 作曲・編曲 |
| -- | ------------------------------------------ | ---- | ---------- |
| 1. | 「TAILWIND -MUSIC VIDEO-」                 |      |            |
| 2. | 「The Making of "TAILWIND -MUSIC VIDEO-"」 |      |            |